# JFE商事ホールディングス
JFE商事ホールディングス（ジェイエフイーしょうじホールディングス）は、かつて存在したJFEスチールグループの持株会社（中間持株会社）である。JFE商事などを傘下にもっていた。

## 沿革
- 2004年（平成16年）
  - 8月2日 - 川鉄商事・エヌケーケートレーディングの株式移転により、JFE商事ホールディングス株式会社設立。東証1部・大証1部に株式上場。
  - 10月1日 - JFE商事、川商フーズ、川商セミコンダクター、川商リアルエステートの4つの事業会社に統合・再編。
- 2012年（平成24年）
  - 3月28日 - JFE商事との合併に先駆け、上場廃止。
  - 4月1日 - JFE商事に吸収合併され、解散。

## 関係会社
- JFE商事株式会社
- 川商フーズ株式会社
- JFE商事エレクトロニクス株式会社
- 川商リアルエステート株式会社（2011年10月1日、JFE商事が合併）